# Lise Børsum
Milly Elise « Lise » Børsum (18 septembre 1908 – 29 août 1985) est une membre de la résistance norvégienne pendant la Seconde Guerre mondiale et une survivante du camp de concentration de Ravensbrück connue pour ses écrits et son travail après la guerre. 

## Famille
Lise Alnæs est née à Kristiania, fille du pianiste et compositeur Eyvind Alnæs et de sa femme Emilie Thorne. Elle épouse le médecin Ragnar Børsum de 1930 à 1949 et est la mère de l'actrice Bente Børsum (en). 

## Seconde Guerre mondiale
Pendant la Seconde Guerre mondiale, Børsum s'emploie activement à alerter et à aider les Juifs risquant d'être déportés dans des camps allemands et finit par devenir membre d'un réseau qui aide les personnes à s'échapper en Suède,. Elle est arrêtée en avril 1943 et incarcérée au camp de concentration de Grini pendant deux mois. Le 28 juin 1943, elle est envoyée en Allemagne sur le MS Monte Rosa d’Oslo à Aarhus, puis avec le transport ferroviaire à Hambourg. Après un court séjour au Hütten Gefängnis de Hambourg, elle se retrouve une prisonnière sous le statut Nacht und Nebel au camp de concentration de Ravensbrück, un camp réservé aux femmes. Elle reste à Ravensbrück jusqu'au 8 avril 1945, date à laquelle les prisonniers scandinaves survivants sont ramenés en Scandinavie avec les bus blancs organisés par la Croix-Rouge suédoise. 

## Carrière d'après-guerre
Après la Seconde Guerre mondiale, Børsum écrit des livres sur ses expériences en tant que prisonnière et sur les caractéristiques des camps de concentration. Son Fange i Ravensbrück (« Prisonnière à Ravensbrück ») est publié en 1946 et Speilbilder en 1947. En 1951, elle publie un livre sur les camps de concentration soviétiques, Fjerndomstol Moskva. Fra dagens Berlin et Sovjets fangeleirer. Børsum est la cofondatrice de l'organisation Nasjonalhjelpen for krigens ofre en 1947, et dirige l'organisation de 1966 à 1978. Elle est aussi membre de la Commission internationale contre le régime concentrationnaire depuis son établissement en 1950. Elle est également rédactrice indépendante pour le journal Dagbladet pendant de nombreuses années.  
En 2006, l'actrice Bente Børsum (en) réalise un monologue basé sur la vie de sa mère Lise au Cafeteatret d'Oslo. 